# 토이 스토리 매니아!

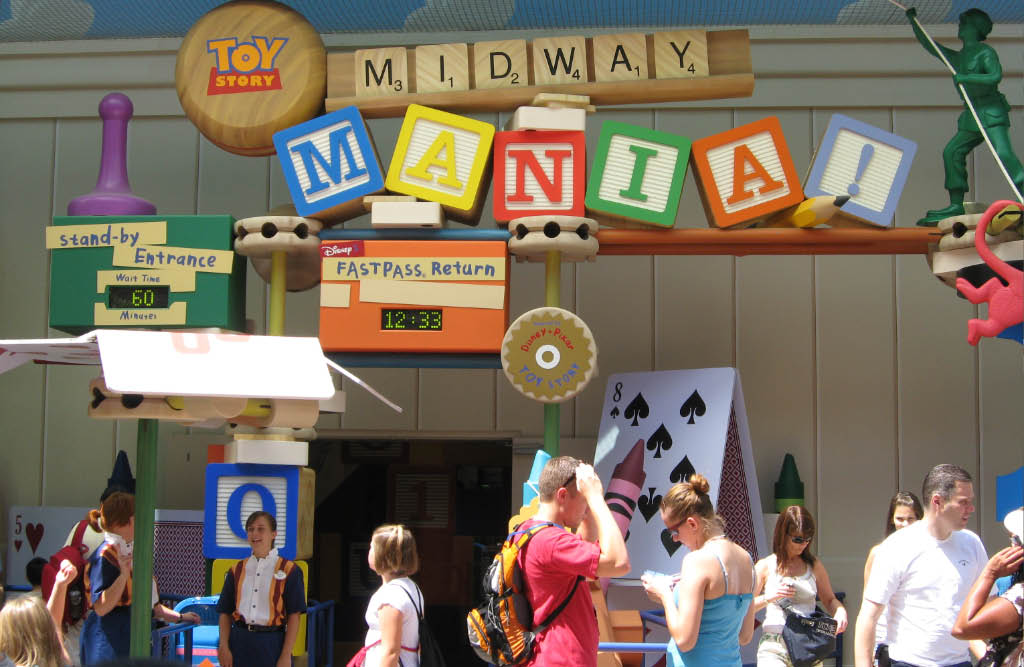
토이스토리 미드웨이 매니아!의 옛 입구 (디즈니 할리우드 스튜디오)

토이 스토리 매니아!(Toy Story Mania!) 또는 토이 스토리 미드웨이 매니아!(Toy Story Midway Mania!)는 인터랙티브 4-D 테마파크 명소로 월트 디즈니 월드 리조트의 디즈니 헐리우드 스튜디오, 디즈니랜드 리조트의 디즈니 캘리포니아 어드벤처, 도쿄 디즈니 리조트의 도쿄 디즈니씨 등 3개의 디즈니 테마파크에 위치한 인터랙티브 4D 놀이공원 명소이다.
월트 디즈니 이미지니어링(Walt Disney Imagineering)이 디자인하고 디즈니·픽사의 토이 스토리 프랜차이즈에서 영감을 받은 이 어트랙션은 2007년 1월 월트 디즈니 월드에서 열린 기자 회견에서 처음 공개되었다. 플로리다 버전은 2008년 5월 31일 팀 앨런(Tim Allen)에 의해 공식 개장되었다. 버즈 라이트이어 액션 피규어가 우주 왕복선 STS-124에 탑승하여 발사된 날짜(그 목적은 우주 정거장의 가장 큰 모듈인 JAXA가 개발한 일본 실험 모듈 가압 섹션인 키보를 전달하는 것이었다.) 캘리포니아 버전은 2008년 6월 17일에 공식 오픈했으며, 일본 버전은 2012년 7월 9일에 오픈했다.

## 같이 보기
- 토이 스토리 랜드